# Tayrac (Lot i Garonna)
Tayrac – miejscowość i gmina we Francji, w regionie Nowa Akwitania, w departamencie Lot i Garonna.
Według danych na rok 1990 gminę zamieszkiwało 345 osób, a gęstość zaludnienia wynosiła 27 osób/km² (wśród 2290 gmin Akwitanii Tayrac plasuje się na 840. miejscu pod względem liczby ludności, natomiast pod względem powierzchni na miejscu 892.).